# 大榆树镇 (公主岭市)
大榆树镇，是中华人民共和国吉林省长春市公主岭市下辖的一个乡镇级行政单位。

## 行政区划
大榆树镇下辖以下地区：
大榆树社区、大榆树村、孙平房村、韩家店村、太平桥村、老柜村、福胜广村、围子村、兴家村、涌泉村、两半屯村、新合村、于家窝堡村、陈家河口村和团结村。

## 交通
京哈铁路：大榆树站